# A
 For alternative betydninger, se A (flertydig). (Se også artikler, som begynder med A)
A a er det første bogstav i det latinske alfabet samt det danske alfabet. Det er en vokal.
Bogstavet A kan spores tilbage gennem det græske alfabets bogstav alpha (stort Α, lille α) til det semitiske ’aleph (hebraisk א, arabisk ا). Det græske navn alpha er ligeledes lånt fra det semitiske navn ’aleph, der egentlig betyder "okse"; bogstavet forestiller et oksehoved, men er i sin græske og latinske form vendt på hovedet, således at hornene vender nedad: A.
Det semitiske bogstav betegner en strubelyd lig det danske stød, /ˀ/. I græsk, der ikke kender de semitiske strubelyd, kom bogstavet til at betegne vokalen /a/, og det er også den almindelige lydværdi i latin og de afledte alfabeter. På dansk bliver det både udtalt som "fladt" (lukket) [æ] (ane) og som et "klart" (åbent) [a] (arne). På engelsk bliver det udtalt som [æ] (man), [a] (father) eller [ei] (same).
I det hexadecimale talsystem repræsenterer A et ciffer med værdien 10.